# Xanthophyllum rufum
Xanthophyllum rufum är en jungfrulinsväxtart som beskrevs av Alfred William Bennett. Xanthophyllum rufum ingår i släktet Xanthophyllum och familjen jungfrulinsväxter. Inga underarter finns listade i Catalogue of Life.